# 2637 Bobrovnikoff
A 2637 Bobrovnikoff (ideiglenes jelöléssel A919 SB) a Naprendszer kisbolygóövében található aszteroida. Karl Wilhelm Reinmuth fedezte fel 1919. szeptember 22-én.